# Red Bull Salzburgo
El Fútbol Club Salzburgo (en alemán: Fußball Club Salzburg), o Salzburgo de manera abreviada, es un club de fútbol de la ciudad de Salzburgo, Austria. Juega en la Bundesliga austriaca, máxima categoría del país. Fue fundado el 13 de septiembre de 1933 como Sportverein Austria Salzburgo, gracias a la fusión de otros dos equipos locales.
Ascendió a la máxima categoría nacional en 1953 teniendo un papel relevante hasta los años 1990 cuando, bajo el nombre de Casino Salzburgo, alcanzó sus mejores resultados con tres campeonatos de liga, tres supercopas y un subcampeonato en la Copa de la UEFA 1993-94. El 6 de abril de 2005 la empresa de bebidas energéticas Red Bull GmbH compró el Austria Salzburgo, siendo el primer club comprado por el grupo empresarial. Posteriormente modificó su nombre y escudo, pasando a denominarse Red Bull Salzburg. y dándole un presupuesto importante al equipo para invertir en fichajes. En los torneos internacionales participa como FC Salzburg por las limitaciones de la UEFA a los patrocinadores.
Cuando el equipo clasificó como campeón de Austria a la Liga de Campeones de la UEFA 2017-18, otro club propiedad de Red Bull, el RasenBallsport Leipzig de Alemania, también se había clasificado a este torneo continental, poniendo en riesgo la participación de ambos por estatutos UEFA, que prohíben la participación simultánea a dos equipos de un mismo propietario. Finalmente, la UEFA decidió aceptar ambos equipos tras confirmar que «no existe influencia simultánea» entre los dos, alegando cambios en sus estructuras que dejaron a Red Bull como propietario del equipo alemán y únicamente patrocinador del equipo austriaco, pero en la práctica toma las decisiones deportivas y administrativas de ambos equipos.
En protesta por las decisiones de Red Bull GmbH, un grupo de aficionados de Salzburgo fundó un nuevo club con los colores e historia tradicionales, el S. V. Austria Salzburg.

## Historia

### Austria Salzburg
El equipo de fútbol se fundó el 13 de septiembre de 1933 con el nombre de Sportverein Austria Salzburg, gracias a la fusión de dos clubes: el F. C. Rapid Salzburg, con una amplia base de aficionados trabajadores, y el Salzburg F. C. Hertha, de inspiración burguesa. Se adoptaron los colores violeta y blanco, mientras que el primer campo fue el del Rapid. La nueva entidad comenzó a competir en la categoría regional de Alta Austria y Salzburgo, aunque el torneo fue suspendido al poco tiempo por la anexión del país a la Alemania nazi. Durante la Segunda Guerra Mundial se unió con el Salzburger A. K. 1914 y el 1. Salzburger S. K. 1919 para formar el "Fußballgemeinschaft Salzburg". Así se garantizaba que los futbolistas de esos clubes seguirían jugando a pesar del conflicto. La alianza duró solo entre 1943 y 1944, por lo que volvió a competir en solitario a partir de la temporada 1945/46, cuando el conflicto terminó.
En 1947 absorbió al local ATSV Salzburg y luchó por ser la referencia futbolística de la ciudad. Tras varios intentos, logró su primer ascenso a la Primera División austríaca en la temporada 1952/53 como campeón de la Tauernliga. Su paso no fue demasiado exitoso y después de tres temporadas en mitad de tabla, quedó antepenúltimo en la campaña 1956/57 y safó del descenso por 3 puntos. En la campaña 1959/60 logró mantenerse gracias a la contratación del delantero Erich Probst, primer internacional en la historia de la entidad, pero al año siguiente concluyó la peor temporada de su historia quedando de nuevo antepenúltimo, recibiendo 79 goles. En toda la década de 1960 se caracterizó por ser un club que no hizo grandes presentaciones en los campeonatos domésticos, a pesar de aportar jugadores al combinado nacional como el ariete Adi Macek.
La suerte del Austria Salzburgo cambió a partir de la temporada 1970/71 en la que fue subcampeón, a un solo punto del F. C. Wacker Innsbruck. Un año después se produjo la inauguración del estadio Lehen, con capacidad para 8.000 espectadores, y un nuevo hito deportivo con el primer encuentro en competición internacional: una derrota en la primera fase de la Copa de la UEFA 1971-72 frente al rumano UTA Arad. En 1974 disputó su primera final de la Copa de Austria, en la que cayó frente al Austria de Viena. La buena racha se truncó en la temporada 1976/77; a nivel internacional el equipo disfrutó de su segunda participación en la Copa de la UEFA, donde llegó hasta la segunda fase y fue eliminado por el Estrella Roja de Belgrado, pero su desempeño liguero fue mucho peor y al término del año acabó en el fondo de la tabla, zafando nuevamente del descenso.
En 1978 el club firmó un acuerdo de patrocinio con la empresa de juego Casinos Austria, por lo que pasó a ser conocido como S. V. Casino Salzburgo. En 1980 y 1981 llegó a las finales de la Copa de Austria, pero no pudo vencer en ninguna de ellas porque fue derrotado por el Austria de Viena y por el Grazer A. K.
En la temporada 1984/85 fue un año marcado por mucha preocupación, pues el equipo finalizó en el fondo de la tabla, y también se produjo el ascenso a la máxima categoría de su rival local, el Salzburger A. K. 1914. Aunque ese club permaneció en la máxima categoría solo un año, al Austria Salzburgo le costó más salir del pozo y no consiguió ubicarse en puesto de copas internacionales hasta la temporada 1989/90.

### Éxito en la década de 1990

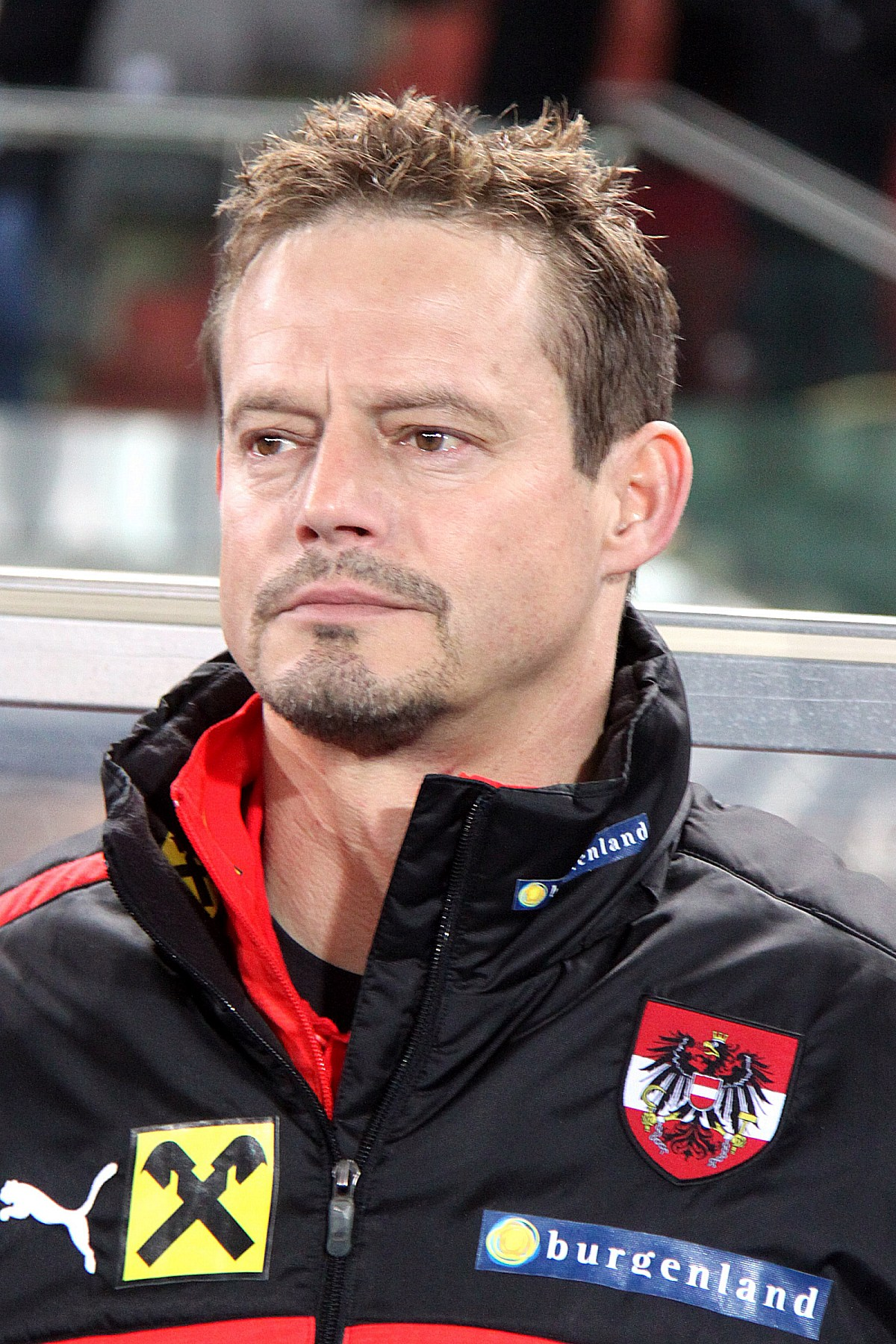
Otto Konrad ganó tres ligas con el Austria Salzburg.

A partir de la década de 1990 el Austria Salzburgo se reforzó para optar a cosas más altas en la liga. En 1990/91 llegó cedido por un año el delantero alemán Oliver Bierhoff, que anotó 23 goles y aupó al club a la quinta posición. Después se produjo la llegada al banquillo del croata Otto Barić, con amplia experiencia en banquillos austriacos, que contrató a futbolistas experimentdos como el portero Otto Konrad, los defensas Wolfgang Feiersinger, Leopold Lainer y Heribert Weber o los delanteros Heimo Pfeifenberger y Nikola Jurčević. La apuesta funcionó bien y en 1993 el equipo finalizó subcampeón; a pesar de ser líder en la temporada regular, en esa época se celebraba también una liguilla final por el título donde quedó segundo, empatado a puntos con el Austria de Viena pero con una diferencia de goles menor. Aun así, se logró de nuevo la clasificación para la Copa de la UEFA.
Así se llegó a la histórica temporada 1993-94, cuando el club ganó su primera Bundesliga de Austria. Con un nuevo sistema de liga a ida y vuelta, el conjunto violeta terminó primero con 51 puntos y con una actuación destacada de sus delanteros Pfeifenberger y Jurčević, máximos goleadores del torneo con 14 tantos cada uno. A nivel internacional, el Casino Salzburgo llegó por sorpresa a la final de la Copa de la UEFA 1993-94 tras eliminar al Dunajská Streda, Royal Antwerp, Sporting de Lisboa (octavos), Eintracht Frankfurt (cuartos) y Karlsruher (semifinales). En la final, disputada a ida y vuelta, perdió ante el Inter de Milán por 1:0 en ambos encuentros.
Al año siguiente, el equipo de Barić ganó la Supercopa de Austria y revalidó su título de liga, empatado a puntos con el Sturm Graz. Por otro lado, logró clasificarse en la Liga de Campeones de la UEFA 1994-95 después de derrotar al Maccabi Haifa pero no pasó de la fase de grupos, donde quedó por detrás del Ajax de Ámsterdam y el A. C. Milan. Otto Barić renunció al término de la temporada pero eso no frenó los buenos resultados. Tras un octavo puesto al año siguiente, la llegada al banquillo del exjugador Heribert Weber fue un revulsivo para conseguir la tercera Bundesliga en la campaña 1996-97, con jugadores como el capitán Adolf Hütter, Martin Amerhauser, René Aufhauser y el alemán Heiko Laessig. Esa fue su última temporada como Casino Salzburgo; al término de la misma se firmó un contrato de patrocinio con la empresa financiera Wüstenrot y pasó a ser el Wüstenrot Salzburg.
A partir de ese momento, los resultados del Austria Salzburgo empeoraron. Pese a que el equipo llegó a la final de la Copa de Austria en el 2000 para perderla de nuevo frente al Grazer A. K. en la tanda de penaltis, la entidad no pudo pagar las deudas contraídas en años anteriores y además de vender a sus estrellas se tuvo que reestructurar, con la creación de una nueva sociedad mercantil en 2001, Salzburg Sports A. G.. Además, se produjo el traslado al nuevo Estadio de Wals-Siezenheim, abierto para la Eurocopa 2008. Los objetivos cambiaron y durante dos temporadas se luchó por la permanencia, llegando incluso a un penúltimo lugar en el año 2004-05, el último con los colores blanquivioletas.

### Fußball Club Red Bull Salzburg
El 6 de abril de 2005 se anunció que la empresa austríaca de bebidas energéticas Red Bull GmbH, presidida por el millonario Dietrich Mateschitz, era el nuevo dueño del Austria Salzburgo tras hacerse con el 100% de las acciones de Salzburg Sports A. G. Los nuevos propietarios hicieron un cambio radical; pasó a llamarse F. C. Red Bull Salzburg, se eliminó el violeta de la equipación para adoptar los colores corporativos (blanco y rojo) y se introdujo un nuevo escudo con el logo de la empresa: dos toros rojos sobre un sol amarillo. Se intentó incluso renunciar a la historia anterior, aunque la Federación Austríaca no se lo permitió porque era "un sucesor" en vez de un nuevo club. Este giro forma parte de la política de patrocinios de Red Bull, que suele renombrar las entidades deportivas en las que participa, tal y como sucede en la Fórmula 1 (Red Bull Racing y Toro Rosso) o en otros equipos de fútbol de su propiedad (New York Red Bulls y RasenBallsport Leipzig).

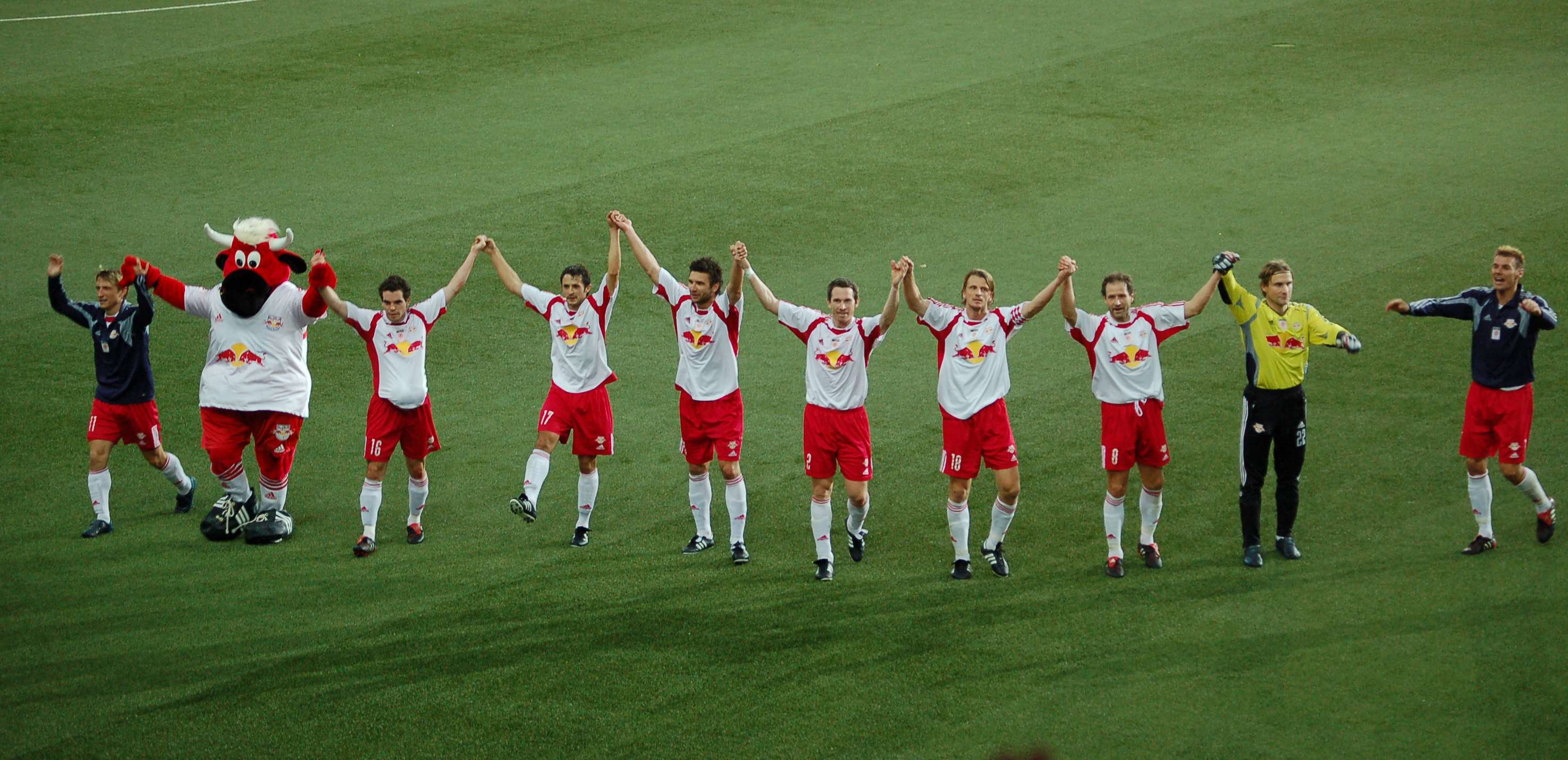
Los jugadores locales saludan al público en un partido de la temporada 2005-06, la primera como Red Bull Salzburg.

Ante este gran cambio, hubo una división entre los seguidores que querían seguir animando al Red Bull Salzburg y los que estaban en contra de renunciar a 72 años de historia. Después de cinco meses de protestas y conversaciones entre ambas partes no se alcanzó ningún acuerdo. Por esta razón, el 15 de septiembre de 2005 los aficionados discrepantes fundaron un nuevo equipo para preservar la tradición, el S. V. Austria Salzburg.
El objetivo de los propietarios era convertir a su equipo en un actor relevante del fútbol austríaco, para lo que hizo una renovación casi total de la plantilla. Se contrató a un nuevo entrenador con experiencia, Kurt Jara, y fichajes como Andreas Ivanschitz, por el que se pagó más de tres millones al Rapid de Viena; Ezequiel Carboni, Markus Steinhöfer y el regreso de René Aufhauser. Por otro lado, los contactos de la empresa con Franz Beckenbauer facilitaron la llegada de Marc Janko y Alexander Zickler, procedentes del Bayern de Múnich. El resultado fue una segunda posición, a cuatro puntos del campeón. Para la temporada 2006/07 el equipo se reforzó con fichajes mediáticos en la dirección técnica. Jara se retiró de los banquillos y en su lugar acudió Giovanni Trapattoni con Lothar Matthäus como asistente. También llegaron el internacional suizo Johan Vonlanthen y el guardameta alemán Timo Ochs. En esta ocasión, el Red Bull Salzburg fue campeón de liga a diecinueve puntos del segundo, con 24 goles de Zickler.
La buena marcha se mantuvo en las siguientes campañas. Trapattoni permaneció en Salzburgo hasta 2008, cuando fue contratado por la selección irlandesa, y en su lugar llegó el holandés Co Adriaanse, que terminó subcampeón con nuevos futbolistas como Ibrahim Sekagya y Christoph Leitgeb y un año después logró el quinto campeonato de liga 2008-09 con una ventaja de cuatro puntos sobre el segundo. Marc Janko tuvo una actuación sobresaliente al marcar 39 goles y se convirtió en el máximo artillero de todas las competiciones europeas de ese curso. Al año siguiente, el técnico neerlandés Huub Stevens revalidó el título.
Cuando Stevens se marchó al Schalke 04, el encargado de tomar el relevo fue uno de sus preparadores, Ricardo Moniz. En su primera temporada al frente finalizó subcampeón, pero en el año 2011-12 consiguió el primer doblete de la historia del Red Bull Salzburg: una liga con seis puntos de diferencia sobre el segundo y una Copa de Austria frente al Sportvereinigung Ried. Ese año destacaron futbolistas como los austríacos Stefan Maierhofer y Jakob Jantscher, el brasileño Alan Carvalho o el español Jonathan Soriano, procedente del F. C. Barcelona.
En julio de 2012 se produjo la llegada de Gérard Houllier como director deportivo de todos los clubes de fútbol pertenecientes a Red Bull GmbH. En lo que respecta al equipo de Salzburgo, Moniz fue cesado y sustituido por el técnico alemán Roger Schmidt.
A través de sus perfomances en la Liga de Campeones de la UEFA entre 2020-21 y 2023-24, el Red Bull Salzburg se clasificó a la Copa Mundial de Clubes de la FIFA 2025 a realizarse en los Estados Unidos, compartiendo grupo con Real Madrid, Al Hilal y Pachuca. Se convirtió así en el primer club austríaco que participa en un torneo FIFA.

## Símbolos

### Escudo y nombres
El distintivo del Red Bull Salzburg es un escudo con borde inferior redondeado. En la parte superior está el nombre "Red Bull", con la tipografía característica de la bebida energética, mientras que en la parte inferior está el nombre de la ciudad en alemán, "Salzburg". En el centro puede verse también una adaptación del logotipo de Red Bull: dos toros rojos enfrentados, que simbolizan la fuerza y el vigor, con un círculo dorado de fondo. En la parte superior hay un balón de fútbol.
Cuando se llamaba Austria Salzburg hubo tres modificaciones reseñables. La primera, empleada desde 1933 hasta 1978 con variaciones, reflejaba en la parte superior una fábrica, en el centro la palabra "Austria" y en la parte inferior las siglas S. V. superpuestas. El color predominante era el morado y blanco. En la segunda se adaptaba el logotipo de Casinos Austria en morado y con un balón de fútbol. La última, vigente dese 1995 hasta 2005, era un escudo con forma de círculo. En el centro figura un futbolista con camiseta morada, mientras que el nombre de la entidad aparece en la parte inferior.
El nuevo S. V. Austria Salzburg utiliza una variante del escudo de 1933.
A lo largo de su historia, el Red Bull ha tenido distintos nombres. Cuando era el Austria Salzburg se asimilaba el patrocinador a la denominación oficial para los medios de comunicación, aunque los aficionados y el propio club conservaban la original sin variaciones, y con ella competían internacionalmente. En la prensa española se solía titular con "Austria Salzburgo" o "Austria de Salzburgo". Con la compra de Red Bull se adaptó todo al nuevo propietario, incluyendo la adaptación. En las competiciones internacionales debe jugar como F. C. Salzburg por las limitaciones a los patrocinios de la UEFA.
- 1933 a 1946 SV Austria Salzburg
- 1946 a 1950 TSV Austria Salzburg – fusión con el ATSV Salzburg
- 1950 a 1973 SV Austria Salzburg
- 1973 a 1976 SV Gerngroß A. Salzburg
- 1976 a 1978 SV Sparkasse Austria Salzburg
- 1978 a 1997 SV Casino Salzburg
- 1997 a 2005 SV Wüstenrot Salzburg
- 2005 Fußball Club Red Bull Salzburg

## Indumentaria
- Marca deportiva actual: puma
- Uniforme Titular: Camiseta roja o blanca, pantaloneta roja y medias blancas.
- Uniforme Alternativo: Camiseta amarilla, pantaloneta azul marino y medias amarillas.
- Tercer uniforme: inexistente

| 1933-2005 | (Ver evolución) | Actual |

## Instalaciones

### Estadio
El estadio donde el Red Bull Salzburg disputa sus partidos es el Red Bull Arena (en partidos internacionales oficiales se llama "EM Stadion Wals-Siezenheim"). Está situado en el suburbio de Wals-Siezenheim, al sudoeste de Salzburgo. Su aforo es de 31.895 espectadores y desde 2010 tiene césped natural.
La primera piedra se colocó el 10 de octubre de 2001 y su inauguración oficial tuvo lugar el 8 de marzo de 2003 como Stadion Wals-Siezenheim, con un partido de liga entre el Austria Salzburg y el F. C. Kärnten que terminó con empate (1:1). Su aforo inicial era de 18.250 espectadores y se convirtió en el primer campo profesional austríaco que utilizaba césped artificial. El gasto inicial fue de 45 millones de euros.
Con vistas a la Eurocopa 2008, el campo fue reformado en tres ocasiones. En verano de 2005 la nueva empresa propietaria, Red Bull GmbH, modificó el nombre del estadio por el de Red Bull Arena, instaló dos videomarcadores en los fondos y un sistema de calefacción bajo el campo. En mayo de 2006 se remodeló por completo el fondo sur para instalar localidades de asiento. Y en 2007 se aumentó el aforo hasta la capacidad actual, además de elevar la altura del terreno de juego para mejorar la visibilidad. Por último, se plantó césped natural y se habilitó una zona de prensa. El coste de todas esas remodelaciones fue de 25 millones de euros.
Durante el torneo europeo albergó tres partidos de la fase de grupos: Grecia-Suecia (0:2), Grecia-Rusia (0:1) y Grecia-España (1:2). Desde 2010 es también uno de los campos habituales de la selección de Austria.

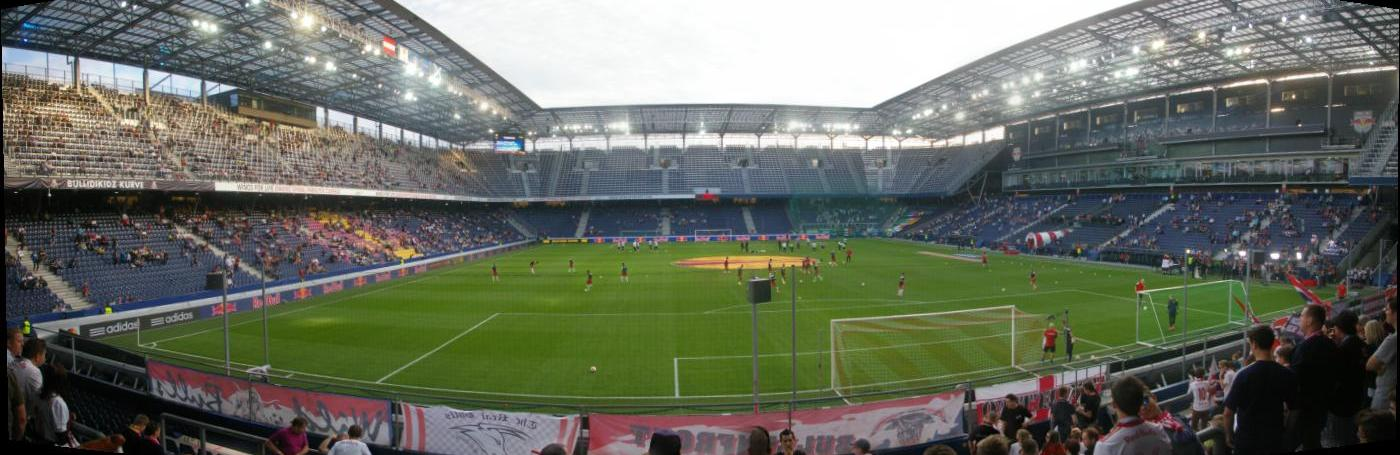
Imagen panorámica del estadio.

El anterior recinto del equipo fue el Estadio Lehen (Stadion Lehen), que funcionó desde 1971 hasta 2002. Contaba con un aforo superior a los 14.000 espectadores; los laterales eran las únicas gradas con asiento (5.300 en total), mientras que los fondos eran localidades de pie. El campo no cumplía las exigencias de la UEFA para albergar partidos internacionales, así que el equipo tuvo que jugar esos encuentros en el Estadio Ernst Happel (Viena) o en el Estadio de Linz. En los años 1990 se pensó en una remodelación completa para adaptarlo, pero los planes se cancelaron cuando Austria quiso optar a la Eurocopa 2008, razón por la que se planificó un nuevo campo. El estadio se derribó en 2006 y en su lugar se han construido edificios de apartamentos y una biblioteca pública.

### Historial de estadios
- Alter Austria Platz Lehen (campo del F. C. Rapid, 1933 a 1944)[22]
- Sportanlage Franz-Josefs-Park (campo del ATSV Salzburg, 1945 a 1946)
- Austria Sportplatz Lehen (1947 a 1969)
- Sportstadion Itzling (1969 a 1971)
- Estadio Lehen (1971 a 2003)[21]
- Red Bull Arena ("EM Stadion Wals-Siezenheim", desde 2003)

## Organigrama deportivo

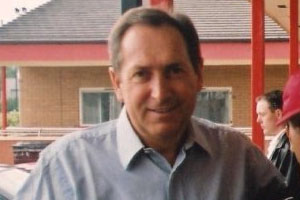
Gérard Houllier es el director deportivo global de todos los clubes de Red Bull.

El Red Bull Salzburg forma parte de una organización que agrupa todos los equipos de fútbol controlados por la empresa: RasenBallsport Leipzig (Alemania), New York Red Bulls (Estados Unidos) y Red Bull Bragantino (Brasil). El director deportivo global de Red Bull Sports es el francés Gérard Houllier, exentrenador de la selección de Francia, del Olympique de Lyon y del Liverpool, entre otras formaciones. Su función es gestionar y supervisar el trabajo de cada equipo, supervisar el desarrollo de las academias deportivas y los resultados de cada equipo en las competiciones que disputan.
Dentro del equipo, el cargo con mayor responsabilidad es la dirección deportiva, el cual le corresponde a Ralf Rangnick, exentrenador del Schalke 04 alemán, llegando al club salzburgués por mandato de Red Bull en 2012. Rangnick también se ocupa desde 2012 de la dirección deportiva del R. B. Leipzig en Alemania.

## Entrenadores
| - K. Bauer (1933–1939) - Wache (1945) - Anton Janda (1946–1947) - Ernst Schönfeld (1952) - Max Breitenfelder (1953) - Karl Sesta (1954–55) - Josef Graf (1955) - Gyula Szomoray (1956–57) - Günter Praschak (1957) - Franz Feldinger (1958) - Karl Humenberger (1959) - Erich Probst (1959–60) - Karl Vetter (1960–61) - Ignac Molnár (1962–63) - Günter Praschak (1965–69) - Karl Schlechta (1969–71) - Erich Hof (1 de julio de 1971 – 31 de diciembre de 1971) - Michael Pfeiffer (1972) - Josip Šikić (1972–73) - Günter Praschak (1973–75) - Alfred Günthner (1975) - Hans Reich (1976) - Günter Praschak (1977) - Alfred Günthner (1977–80) - Rudolf Strittich (1980) - August Starek (5 de octubre de 1980 – 30 de junio de 1981) - Joszef Obert (1 de julio de 1981 – 11 de mayo de 1984) - Hannes Winklbauer (13 de mayo de 1984 – 2 de noviembre de 1985) - Adolf Blutsch (6 de noviembre de 1985 – 30 de junio de 1986) - Hannes Winklbauer (1 de julio de 1986 – 16 de abril de 1988) - Kurt Wiebach (18 de abril de 1988 – 30 de junio de 1991) - Otto Barić (11 de julio de 1991 – 29 de agosto de 1995) | - Hermann Stessl (29 de agosto de 1995 – 2 de marzo de 1996) - Heribert Weber (7 de marzo de 1996 – 31 de marzo de 1998) - Hans Krankl (2 de abril de 1998 – 9 de enero de 2000) - Miroslav Polak (10 de enero de 2000 – 30 de junio de 2000) - Hans Backe (1 de julio de 2000 – 10 de septiembre de 2001) - Lars Søndergaard (11 de septiembre de 2001 – 29 de octubre de 2003) - Peter Assion (int.) (1 de noviembre de 2003 – 31 de diciembre de 2003) - Walter Hörmann (int.) (1 de enero de 2004 – 15 de marzo de 2004) - Peter Assion (16 de marzo de 2004 – 31 de marzo de 2005) - Nikola Jurčević (7 de marzo de 2005 – 18 de abril de 2005) - Manfred Linzmaier (int.) (18 de abril de 2005 – 30 de junio de 2005) - Kurt Jara (1 de julio de 2005 – 31 de mayo de 2006) - Giovanni Trapattoni (1 de junio de 2006 – 30 de abril de 2008) - Co Adriaanse (1 de julio de 2008 – 15 de junio de 2009) - Huub Stevens (15 de junio de 2009 – 8 de abril de 2011) - Ricardo Moniz (8 de abril de 2011 – 12 de junio de 2012) - Roger Schmidt (1 de julio de 2012 – 31 de mayo de 2014) - Adi Hütter (1 de junio de 2014 – 15 de junio de 2015) - Peter Zeidler (22 de junio de 2015 – 3 de diciembre de 2015) - Thomas Letsch (int.) (3 – 28 de diciembre de 2015) - Óscar García Junyent (28 de diciembre de 2015 – 15 de junio de 2017) - Marco Rose (23 de junio de 2017 – 20 de junio de 2019) | - Jesse Marsch (20 de junio de 2019 – 30 de junio de 2021) - Matthias Jaissle (1 de julio de 2021 – 28 de julio de 2023) - Gerhard Struber (31 de julio de 2023 - 15 de abril de 2024) - Onur Cinel (int.) (15 de abril de 2024 – 15 de mayo de 2024) - Pepijn Lijnders (15 de mayo de 2024 – 16 de diciembre de 2024) - Thomas Letsch (18 de diciembre de 2024 –) |

### Categorías inferiores
El Red Bull Salzburg cuenta con un segundo equipo, el FC Liefering. Milita en la Primera Liga de Austria (Erste Liga), segunda categoría del fútbol austríaco. Oficialmente es independiente del primer equipo, pero funciona como un club cantera que pertenece a la misma empresa. Su origen se encuentra en el antiguo Union-Sportklub Anif, con el que firmó un acuerdo de cesiones en diciembre de 2011 y que fue renombrado para la temporada 2012-13.
El equipo cuenta también con una academia y un sistema de clubes conocido popularmente como Red Bull Juniors: categorías infantiles de 7 a 14 años y categorías juveniles con tres clubes de sub-15, sub-16 y sub-18.

## Datos del club

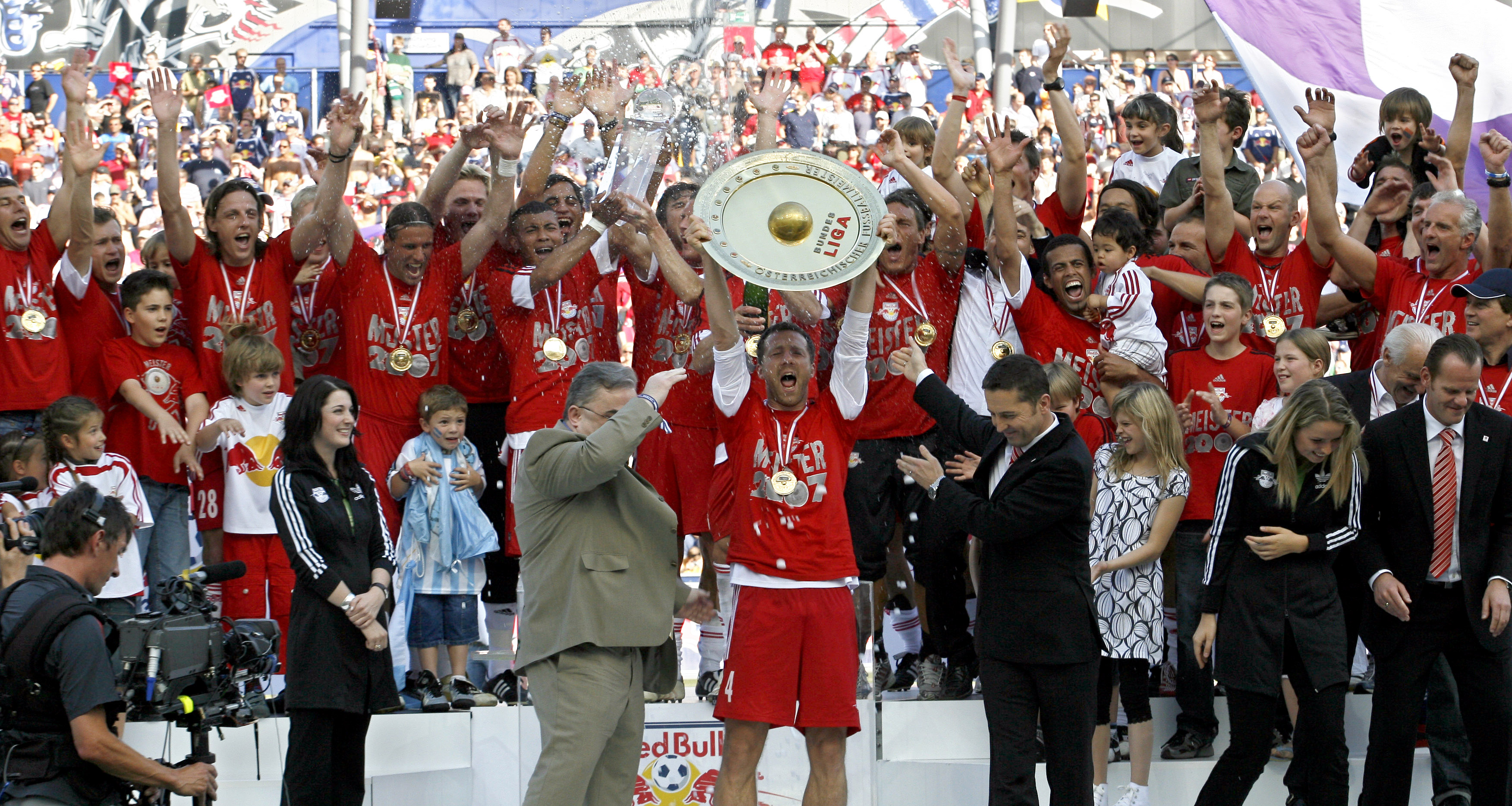
Celebración de la liga 2006-07, la primera como F. C. Red Bull Salzburgo.

- Temporadas en Bundesliga de Austria: 64 (1952-2016)

Mejor posición: 1º (catorce ocasiones, la última en la temporada 2019-20)
Peor posición: 12º (temporada 1984-85)
- Temporadas en Erste Liga: 0

Mejor posición: Nunca
Peor posición: Nunca
- Participaciones en la Liga de Campeones de la UEFA: 17

Veces que ha llegado a la fase de grupos: 2
Mejor posición: Octavos de final (temporada 2021-22)
Mayor victoria en Liga de Campeones: Red Bull Salzburg 6:2  KRC Genk (temporada 2019-20)
Mayor derrota en Liga de Campeones:  Bayern Múnich 7–1 Red Bull Salzburg (temporada 2021-22)
- Participaciones en la Copa de la UEFA / Liga Europea de la UEFA: 20

Mejor posición: Subcampeón (temporada 1993-94)
Mayor victoria en Copa de la UEFA / Liga Europea: Red Bull Salzburgo 7–0  FC Banants (temporada 2007-08)
Mayor derrota en Copa de la UEFA / Liga Europea:  Parma 5–0 Austria Salzburgo (temporada 2003-04)

### Denominaciones
- 1933 a 1946: S. V. Austria Salzburg
- 1946 a 1950: T. S. V Austria Salzburg (absorción del ATSV Salzburg)
- 1950 a 1973: S. V. Austria Salzburg
- 1973 a 1976: S. V. Gerngross Austria Salzburg
- 1976 a 1978: S. V. Sparkasse Austria Salzburg
- 1978 a 1997: S. V. Casino Salzburg
- 1997 a 2005: S. V. Wüstenrot Salzburg
- Desde 2005: F. C. Red Bull Salzburg

## Palmarés

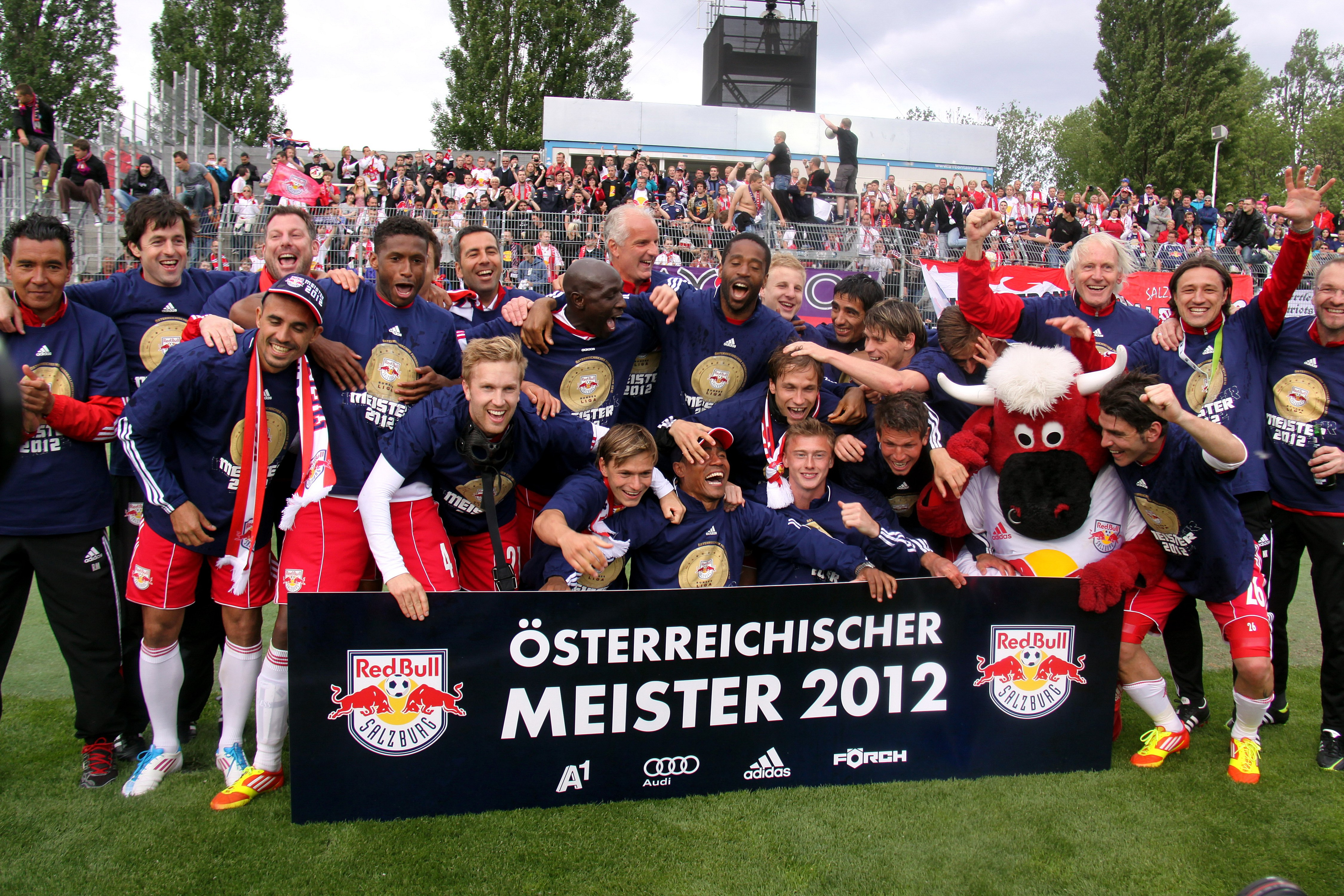
Los jugadores del F. C. Red Bull Salzurgo celebran el título de liga de 2012.

### Torneos nacionales
| Competiciones Nacionales   | Títulos | Subcampeonatos                                                         |
| -------------------------- | --- | ---------------------------------------------------------------------- |
| Bundesliga de Austria (17) | 1993-94, 1994-95, 1996-97, 2006-07, 2008-09, 2009-10, 2011-12, 2013-14, 2014-15, 2015-16, 2016-17, 2017-18, 2018-19, 2019-20, 2020-21, 2021-22, 2022-23, | 1970-71, 1991-92, 1992-93, 2005-06, 2007-08, 2010-11, 2012-13, 2023-24 |
| Copa de Austria (9)        | 2011-12, 2013-14, 2014-15, 2015-16, 2016-17, 2018-19, 2019-20, 2020-21, 2021-22                                                                          | 1973-74, 1979-80, 1980-81, 1999-00, 2017-18                            |
| Supercopa de Austria (3)   | 1994, 1995, 1997. |                                                                        |
| Copa de Salzburgo (2)      | 1937, 1959. |                                                                        |

### Torneos internacionales (1)
- Liga Juvenil de la UEFA (1): 2016-17.
- Subcampeón de la Copa de la UEFA (1): 1993-94.
- Subcampeón de la Copa Mitropa (1): 1971.

## Participación en competiciones de la UEFA

#### Por competición
Nota: En negrita competiciones activas.
| Competición                                   | Temp. | PJ  | PG  | PE | PP | GF  | GC  | Dif. | Puntos | Títulos | Subtítulos |
| --------------------------------------------- | ----- | --- | --- | -- | -- | --- | --- | ---- | ------ | ------- | ---------- |
| Copa de Europa / Liga de Campeones de la UEFA | 17    | 80  | 34  | 19 | 27 | 120 | 106 | +14  | 121    | –       | –          |
| Copa de la UEFA / Liga Europea de la UEFA     | 20    | 122 | 63  | 17 | 42 | 199 | 148 | +51  | 206    | –       | 1          |
| Recopa de Europa de la UEFA                   | 1     | 2   | 0   | 0  | 2  | 0   | 8   | -8   | 0      | –       | –          |
| Copa Intertoto de la UEFA                     | 2     | 12  | 4   | 3  | 5  | 22  | 19  | +3   | 15     | –       | –          |
| Total                                         | 40    | 216 | 101 | 39 | 76 | 341 | 281 | +60  | 342    | 0       | 1          |

| Competicion UEFA | Competicion UEFA      | Competicion UEFA | Competicion UEFA      | Competicion UEFA | Competicion UEFA | Competicion UEFA |
| Temporada        | Torneo                | Ronda            | Club                  | Casa             | Visita           | Global           |
| ---------------- | --------------------- | ---------------- | --------------------- | ---------------- | ---------------- | ---------------- |
| 1971–72          | UEFA Cup              | 1                | UT Arad               | 3–1              | 1–4              | 4–5              |
| 1976–77          | UEFA Cup              | 1                | Adanaspor             | 5–0              | 0–2              | 5–2              |
| 1976–77          | UEFA Cup              | 2                | Crvena Zvezda         | 2–1              | 0–1              | 2–2              |
| 1980–81          | UEFA Cup Winners' Cup | 1                | Fortuna Düsseldorf    | 0–3              | 0–5              | 0–8              |
| 1992–93          | UEFA Cup              | 1                | Ajax                  | 0–3              | 1–3              | 1–6              |
| 1993–94          | UEFA Cup              | 1                | DAC Dunajska Streda   | 2–0              | 2–0              | 4–0              |
| 1993–94          | UEFA Cup              | 2                | Royal Antwerp         | 1–0              | 1–0              | 2–0              |
| 1993–94          | UEFA Cup              | 3                | Sporting CP           | 3–0 (AET)        | 0–2              | 3–2              |
| 1993–94          | UEFA Cup              | Cuartos de final | Eintracht Frankfurt   | 1–0              | 5–4 (PEN)        | 6–4              |
| 1993–94          | UEFA Cup              | Semifinales      | Karlsruhe             | 0–0              | 1–1              | 1–1              |
| 1993–94          | UEFA Cup              | Final            | Internazionale        | 0–1              | 0–1              | 0–2              |
| 1994–95          | UEFA Champions League | Clasificatoria 1 | Maccabi Haifa         | 3–1              | 2–1              | 5–2              |
| 1994–95          | UEFA Champions League | Grupo D          | AEK                   | 0–0              | 3–1              |                  |
| 1994–95          | UEFA Champions League | Grupo D          | Milan                 | 0–1              | 0–3              |                  |
| 1994–95          | UEFA Champions League | Grupo D          | Ajax                  | 0–0              | 1–1              |                  |
| 1995–96          | UEFA Champions League | Clasificatoria 1 | Steaua Bucarest       | 0–0              | 0–1              | 0–1              |
| 1997–98          | UEFA Champions League | Clasificatoria 1 | AC Sparta Prague      | 0–0              | 0–3              | 0–3              |
| 1997–98          | UEFA Cup              | 1                | Anderlecht            | 4–3              | 2–4              | 6–7              |
| 1998             | UEFA Intertoto Cup    | 2                | St. Gallen            | 3–1              | 0–1              | 3–2              |
| 1998             | UEFA Intertoto Cup    | 3                | Twente                | 3–1              | 2–2              | 5–3              |
| 1998             | UEFA Intertoto Cup    | 4                | Fortuna Sittard       | 3–1              | 1–2              | 4–3              |
| 1998             | UEFA Intertoto Cup    | 5                | Valencia              | 0–2              | 1–2              | 1–4              |
| 2000             | UEFA Intertoto Cup    | 2                | Nistru Otaci          | 1–1              | 6–2              | 7–3              |
| 2000             | UEFA Intertoto Cup    | 3                | Standard Liége        | 1–1              | 1–3              | 2–4              |
| 2003–04          | UEFA Cup              | 1                | Udinese               | 0–1              | 2–1              | 2–2              |
| 2003–04          | UEFA Cup              | 2                | Parma                 | 0–4              | 0–5              | 0–9              |
| 2006–07          | UEFA Champions League | Clasificatoria 2 | Zürich                | 2–0              | 1–2              | 3–2              |
| 2006–07          | UEFA Champions League | Clasificatoria 3 | Valencia              | 1–0              | 0–3              | 1–3              |
| 2006–07          | UEFA Cup              | 1                | Blackburn Rovers      | 2–2              | 0–2              | 2–4              |
| 2007–08          | UEFA Champions League | Clasificatoria 2 | Ventspils             | 4–0              | 3–0              | 7–0              |
| 2007–08          | UEFA Champions League | Clasificatoria 3 | Shakhtar Donetsk      | 1–0              | 1–3              | 2–3              |
| 2007–08          | UEFA Cup              | 1                | AEK                   | 1–0              | 0–3              | 1–3              |
| 2008–09          | UEFA Cup              | Clasificatoria 1 | Banants               | 7–0              | 3–0              | 10–0             |
| 2008–09          | UEFA Cup              | Clasificatoria 2 | FK Suduva             | 0–1              | 4–1              | 4–2              |
| 2008–09          | UEFA Cup              | 1                | Sevilla               | 0–2              | 0–2              | 0–4              |
| 2009–10          | UEFA Champions League | Clasificatoria 2 | Bohemians             | 1–1              | 1–0              | 2–1              |
| 2009–10          | UEFA Champions League | Clasificatoria 3 | Dinamo Zagreb         | 1–1              | 2–1              | 3–2              |
| 2009–10          | UEFA Champions League | Playoff          | Maccabi Haifa         | 1–2              | 0–3              | 1–5              |
| 2009–10          | UEFA Europa League    | Grupo G          | Lazio                 | 2–1              | 2–1              |                  |
| 2009–10          | UEFA Europa League    | Grupo G          | Villarreal            | 2–0              | 1–0              |                  |
| 2009–10          | UEFA Europa League    | Grupo G          | Levski Sofia          | 1–0              | 1–0              |                  |
| 2009–10          | UEFA Europa League    | 1/32             | Standard Liege        | 0–0              | 2–3              | 2–3              |
| 2010–11          | UEFA Champions League | Clasificatoria 2 | HB                    | 5–0              | 0–1              | 5–1              |
| 2010–11          | UEFA Champions League | Clasificatoria 3 | Omonia                | 4–1              | 1–1              | 5–2              |
| 2010–11          | UEFA Champions League | Playoff          | Hapoel Tel Aviv       | 2–3              | 1–1              | 3–4              |
| 2010–11          | UEFA Europa League    | Grupo A          | Manchester City       | 0–2              | 0–3              |                  |
| 2010–11          | UEFA Europa League    | Grupo A          | Lech Poznań           | 0–1              | 0–2              |                  |
| 2010–11          | UEFA Europa League    | Grupo A          | Juventus FC           | 1–1              | 0–0              |                  |
| 2011–12          | UEFA Europa League    | Clasificatoria 2 | FK Liepājas Metalurgs | 4–1              | 0–0              | 4–1              |
| 2011–12          | UEFA Europa League    | Clasificatoria 3 | FK Senica             | 1–0              | 3–0              | 4–0              |
| 2011–12          | UEFA Europa League    | Playoff          | Omonia                | 1–0              | 1–2              | 2–2              |
| 2011–12          | UEFA Europa League    | Grupo F          | Slovan Bratislava     | 3–0              | 3–2              |                  |
| 2011–12          | UEFA Europa League    | Grupo F          | Athletic Club         | 0–1              | 2–2              |                  |
| 2011–12          | UEFA Europa League    | Grupo F          | PSG                   | 2–0              | 1–3              |                  |
| 2011–12          | UEFA Europa League    | 1/32             | Metalist Járkov       | 0–4              | 1–4              | 1–8              |
| 2012–13          | UEFA Champions League | Clasificatoria 2 | Dudelange             | 4–3              | 0–1              | 4–4              |
| 2013–14          | UEFA Champions League | Clasificatoria 3 | Fenerbahçe            | 1–1              | 1–3              | 2–4              |
| 2013–14          | UEFA Europa League    | Playoff          | Žalgiris Vilnius      | 5–0              | 2–0              | 7–0              |
| 2013–14          | UEFA Europa League    | Grupo C          | IF Elfsborg           | 4–0              | 1–0              |                  |
| 2013–14          | UEFA Europa League    | Grupo C          | Esbjerg fB            | 3–0              | 2–1              |                  |
| 2013–14          | UEFA Europa League    | Grupo C          | Standard Liège        | 2–1              | 3–1              |                  |
| 2013–14          | UEFA Europa League    | 1/32             | Ajax                  | 3–1              | 3–0              | 6–1              |
| 2013–14          | UEFA Europa League    | 1/16             | Basel                 | 1–2              | 0–0              | 1–2              |
| 2014–15          | UEFA Champions League | Clasificatoria 3 | Qarabağ               | 2–0              | 1–2              | 3–2              |
| 2014–15          | UEFA Champions League | Playoff          | Malmö FF              | 2–1              | 0–3              | 2–4              |
| 2014–15          | UEFA Europa League    | Grupo D          | Celtic                | 2–2              | 3–1              | 1° Lugar         |
| 2014–15          | UEFA Europa League    | Grupo D          | Astra Giurgiu         | 5–1              | 2–1              | 1° Lugar         |
| 2014–15          | UEFA Europa League    | Grupo D          | Dinamo Zagreb         | 4–2              | 5–1              | 1° Lugar         |
| 2014–15          | UEFA Europa League    | 1/16             | Villarreal            | 1–3              | 1–2              | 2–5              |
| 2015–16          | UEFA Champions League | Clasificatoria 3 | Malmö FF              | 2–0              | 0–3              | 2–3              |
| 2015–16          | UEFA Europa League    | Playoff          | Dinamo Minsk          | 2–0              | 0–2              | 2–2 (2–3 p.)     |
| 2016–17          | UEFA Champions League | Clasificatoria 2 | Liepāja               | 1–0              | 2–0              | 3–0              |
| 2016–17          | UEFA Champions League | Clasificatoria 3 | Partizán de Tirana    | 2–0              | 1–0              | 3–0              |
| 2016–17          | UEFA Champions League | Playoff          | Dinamo Zagreb         | 1–2              | 1–1              | 2–3 (t.s.)       |
| 2016–17          | UEFA Europa League    | Grupo I          | Krasnodar             | 0–1              | 1–1              | 3° Lugar         |
| 2016–17          | UEFA Europa League    | Grupo I          | Schalke 04            | 2–0              | 1–3              | 3° Lugar         |
| 2016–17          | UEFA Europa League    | Grupo I          | Niza                  | 0–1              | 2–0              | 3° Lugar         |
| 2017–18          | UEFA Champions League | Clasificatoria 2 | Hibernians            | 3–0              | 3–0              | 6–0              |
| 2017–18          | UEFA Champions League | Clasificatoria 3 | Rijeka                | 1–1              | 0–0              | 1–1 (v.)         |
| 2017–18          | UEFA Europa League    | Playoff          | Viitorul              | 4–0              | 3–1              | 7–1              |
| 2017–18          | UEFA Europa League    | Grupo I          | Vitória Guimarães     | 3–0              | 1–1              | 1° Lugar         |
| 2017–18          | UEFA Europa League    | Grupo I          | Olympique de Marsella | 1–0              | 0–0              | 1° Lugar         |
| 2017–18          | UEFA Europa League    | Grupo I          | Konyaspor             | 0–0              | 0–2              | 1° Lugar         |
| 2017–18          | UEFA Europa League    | 1/16             | Real Sociedad         | 2–1              | 2–2              | 4–3              |
| 2017–18          | UEFA Europa League    | 1/8              | Borussia Dortmund     | 0–0              | 2–1              | 2–1              |
| 2017–18          | UEFA Europa League    | 1/4              | Lazio                 | 4–1              | 2–4              | 6–5              |
| 2017–18          | UEFA Europa League    | 1/2              | Olympique de Marsella | 2–1              | 0–2              | 2–3              |
| 2018–19          | UEFA Champions League | Clasificatoria 3 | Shkëndija             | 3–0              | 1–0              | 4–0              |
| 2018–19          | UEFA Champions League | Playoff          | Estrella Roja         | 2–2              | 0–0              | 2–2 (v.)         |
| 2018–19          | UEFA Europa League    | Grupo B          | R. B. Leipzig         | 1–0              | 3–2              | 1° Lugar         |
| 2018–19          | UEFA Europa League    | Grupo B          | Celtic                | 3–1              | 2–1              | 1° Lugar         |
| 2018–19          | UEFA Europa League    | Grupo B          | Rosenborg             | 3–0              | 5–2              | 1° Lugar         |
| 2018–19          | UEFA Europa League    | 1/16             | Club Brujas           | 4–0              | 1–2              | 5–2              |
| 2018–19          | UEFA Europa League    | 1/8              | Napoli                | 3–1              | 0–3              | 3–4              |
| 2019–20          | UEFA Champions League | Grupo E          | Genk                  | 6–2              | 4–1              | 3° Lugar         |
| 2019–20          | UEFA Champions League | Grupo E          | Liverpool             | 0–2              | 3–4              | 3° Lugar         |
| 2019–20          | UEFA Champions League | Grupo E          | Napoli                | 2–3              | 1–1              | 3° Lugar         |
| 2019–20          | UEFA Europa League    | 1/16             | Eintracht Frankfurt   | 2–2              | 1–4              | 3–6              |
| 2020–21          | UEFA Champions League | Play-off         | Maccabi Tel Aviv      | 3–1              | 2–1              | 5–2              |
| 2020–21          | UEFA Champions League | Grupo A          | Lokomotiv Moscú       | 2–2              | 3–1              | 3° Lugar         |
| 2020–21          | UEFA Champions League | Grupo A          | Atlético de Madrid    | 0–2              | 2–3              | 3° Lugar         |
| 2020–21          | UEFA Champions League | Grupo A          | Bayern Múnich         | 2–6              | 1–3              | 3° Lugar         |
| 2020–21          | UEFA Europa League    | 1/16             | Villarreal            | 0–2              | 1–2              | 1–4              |
| 2021–22          | UEFA Champions League | Play-off         | Brøndby               | 2–1              | 2–1              | 4–2              |
| 2021–22          | UEFA Champions League | Grupo G          | Sevilla               | 1–0              | 1–1              | 2° Lugar         |
| 2021–22          | UEFA Champions League | Grupo G          | Lille                 | 2–1              | 0–1              | 2° Lugar         |
| 2021–22          | UEFA Champions League | Grupo G          | Wolfsburgo            | 3–1              | 1–2              | 2° Lugar         |
| 2021–22          | UEFA Champions League | 1/8              | Bayern Múnich         | 1–1              | 1–7              | 2–8              |
| 2022–23          | UEFA Champions League | Grupo E          | Milán                 | 1-1              | –                | ?° Lugar         |
| 2022–23          | UEFA Champions League | Grupo E          | Dinamo Zagreb         | —                | 1-1              | ?° Lugar         |
| 2022–23          | UEFA Champions League | Grupo E          | Chelsea               | —                | –                | ?° Lugar         |